# Brug 470
Brug 470 is een (bouwkundig) kunstwerk in Amsterdam-Noord.
Deze is een combinatie van enkele brugjes en een duiker. De duiker vormt de verbinding tussen de Ringsloot van Nieuwendam en het meertje Schellingwouderbreek.
De duiker loopt onder een terrein, waar ooit het verlengde van de Zuiderzeeweg als stadssnelweg was geprojecteerd: tussen de IJdoornlaan en Meeuwenlaan. Dat project is uiteindelijk slechts voor een klein deel gerealiseerd, gedeeltelijk om financiële reden maar ook vanwege een strijd tussen de gemeente Amsterdam en het Rijk over of er een brug (gemeente) of tunnel (rijk) voor de weg moest komen over of onder het Zijkanaal K. De Raad van State bepaalde dat een brug hier niet mocht komen in verband met de verwachten scheepvaartdrukte, maar ook de tunnel kwam er niet. Hierdoor bleef het terrein rond het beoogde tracé jarenlang braak liggen.
Aan foto's uit 1971 op de Amsterdamse Beeldbank is te zien, dat er bij de bouw al rekening mee werd gehouden dat die snelweg er niet zou komen.
De nabijgelegen Witte Boogbrug, gebouwd in 1957, en de indeling van de omgeving daarvan laten zien dat er toen werd gerekend op intensief gebruik van de weg.
De brugjes waren ten tijde van de genoemde foto-opname in 1971 nog vrij nieuw, getuige het spierwitte beton van de twee overspanningen, maar ook bijvoorbeeld het net gestorte asfalt in hellingvorm op de paden naar de overspanningen toe. In 2018 is de duiker geheel in de bebouwing en begroeiing opgenomen en nauwelijks zichtbaar.

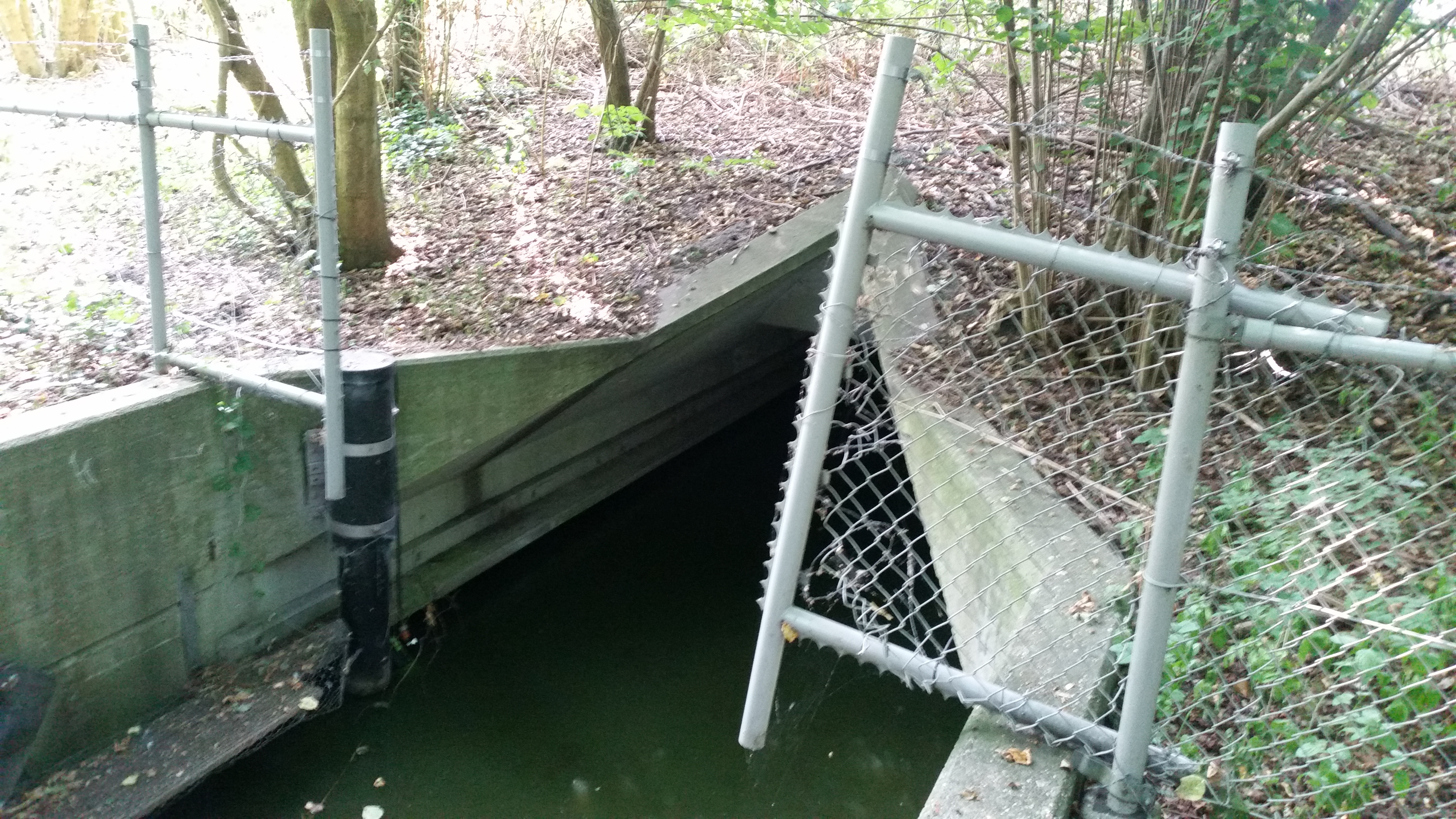
De noordkant van de duiker (juli 2018)

<<< · 400 · 401 · 402 · 403 · 404 · 405 · 406 · 407 · 408 · 409 · 410 · 411 · 413 · 414 · 415 · 416 · 417 · 418 · 419 · 420 · 421 · 422 · 423 · 424 · 425 · 427 · 429 · 430 · 431 · 432 · 433 · 434 · 435 · 436 · 437 · 438 · 439 · 440 · 441 · 442 · 443 · 444 · 445 · 446 · 447 · 448 · 449 · 450 · 451 · 452 · 453 · 454 · 455 · 456 · 457 · 458 · 459 · 460 · 461 · 462 · 463 · 464 · 465 · 466 · 469 · 470 · 471 · 472 · 473 · 474 · 475 · 476 · 478 · 479 · 480 · 482 · 483 · 485 · 486 · 487 · 488 · 489 · 490 · 491 · 492 · 493 · 494 · 495 · 496 · 497 · 499 · >>>
Brugnummers 412, 426, 428, 467, 468, 477, 481, 484 en 498 zijn niet (meer) vergeven.